# Rychle a zběsile 5
Rychle a zběsile 5 (v anglickém originále Fast Five) je americký akčni film ze série Rychle a zběsile. Do kin se tento snímek dostal 5. května 2011. Hlavní hrdinové jsou opět Dominic Toretto (Vin Diesel), Brian O'Conner (Paul Walker) a Domova sestra (Jordana Brewster). Novou hvězdou je The Rock, který hraje agenta Hobbse. Děj filmu se odehrává ihned po konci 4. dílu. Konec filmu je otevřen dalšímu pokračování, neboť se ukáže, že Letty není mrtvá.

## Děj
Dominic se rozhodne zničit lichváře, který vlastní skoro vše ve městě Rio de Janeiro. Nejdříve zapálí lichvářovy peníze kdesi v jeho podniku a nakonec se rozhodne se svou partou vykrást sejf se 100 000 000 dolarů. Proti těmto zlodějům je nasazen nejlepší agent DSS Hobbs, který ještě nikdy nebyl neúspěšný. Při jedné z mnoha přestřelek Dominic s Brianem zachrání agentu Hobbsovi život, ale zbytek týmu DSS je postřílen. Při přestřelce umírá také Vince. Tímto agent dluží Domovi život a přistupuje na jeho stranu spolu s agentovou tlumočnicí. Když se konečně rozhodnou ukrást sejf, tak použijí obrněné vozidlo na odlákání pozornosti a s dvěma auty (Dodge Charger) vytrhnou sejf ze zdi a ujíždí policistům. Nakonec vše dobře dopadne a všichni utečou i s penězi kdo ví kam.

## Obsazení

### Rychlí a zběsilí
- Brian O'Conner - Paul Walker
- Dominic Toretto - Vin Diesel
- Mia Torettová - O'Connerová - Jordana Brewster
- Roman Pearce - Tyrese Gibson
- Tej Parker - Ludacris
- Vince - Matt Schulze
- Han - Sung Kang
- Gisele - Gal Gadotová
- Tego Leo - Tego Calderom
- Rico Santos - Don Omar
- agent Hobbs - Dwayne Johnson
- agentka Nevesová - Elsa Pataky
- Letty - Michelle Rodriguez

### Další
- Reyes - Joaquim de Almeida
- Zizi - Michael Irby
- Wilkes - Fernando Chien